# Ambohitrandriamanitra
 (août 2018).
Si vous disposez d'ouvrages ou d'articles de référence ou si vous connaissez des sites web de qualité traitant du thème abordé ici, merci de compléter l'article en donnant les références utiles à sa vérifiabilité et en les liant à la section « Notes et références ».

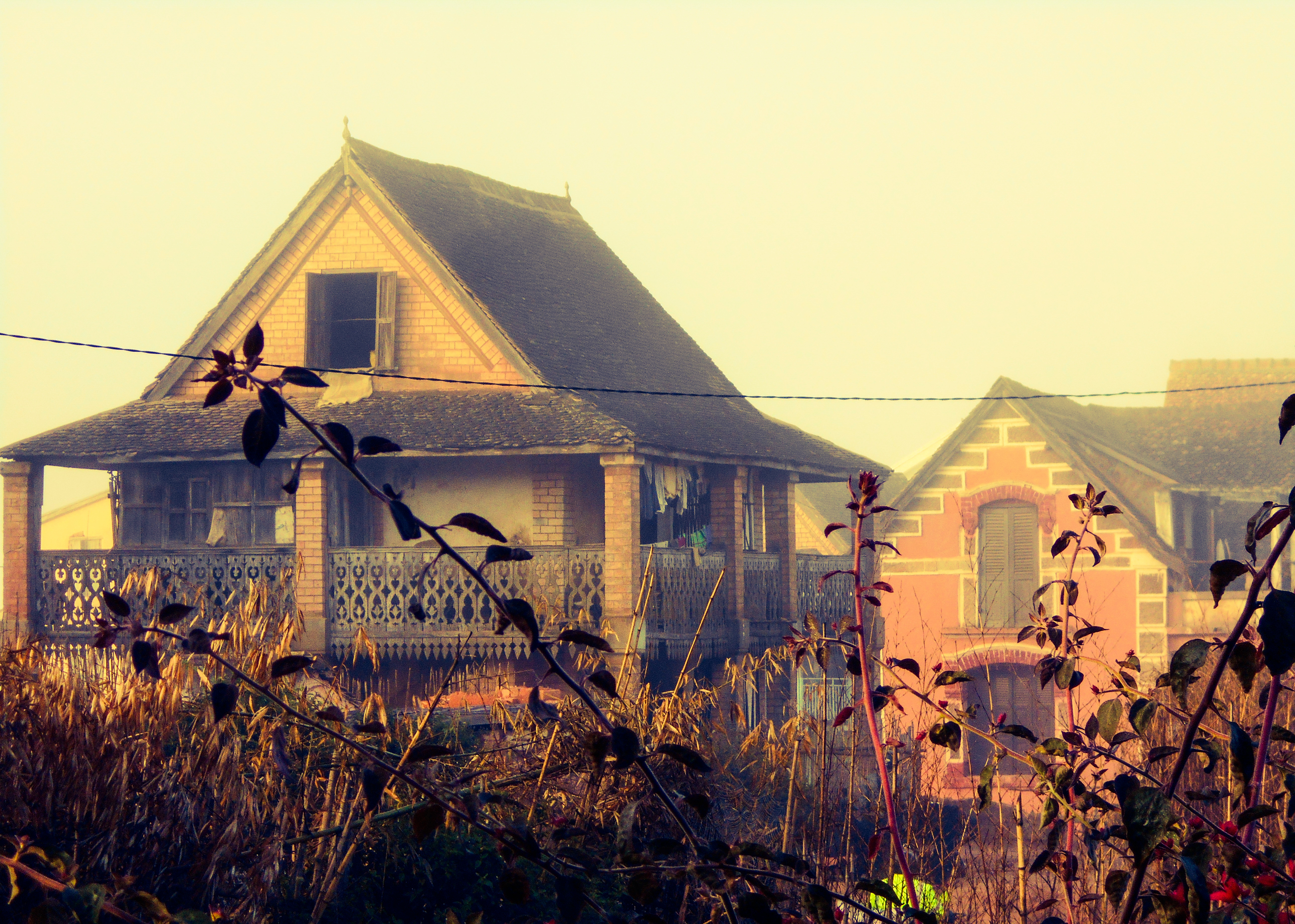

Ambohitrandriamanitra est une commune de Madagascar située dans le district de Manjakandriana de la région Analamanga.

## Géographie
Ambohitrandriamanitra est située dans la contrée d'Amoronkay, au sud du Lac Mantasoa, au nord du lac Tsiazompaniry, bordée à l'Ouest par le fleuve de l'Ikopa et s'étale à l'est jusqu'aux falaises de l'Angavo. 
Se trouvant à 25 km au sud de Manjakandriana, Ambohitrandriamantra est la limitrophe sud de son district. Concernant sa délimitation administrative, Ambohitrandriamanitra est limitée à l'est par la commune rurale d’Imerikanjaka, à l'ouest par la commune rurale d’Ankadinandriana, au nord par la commune rurale de Miadanandriana, au sud par la commune rurale de Sabotsy Manjakavahoaka (District d'Andramasina).

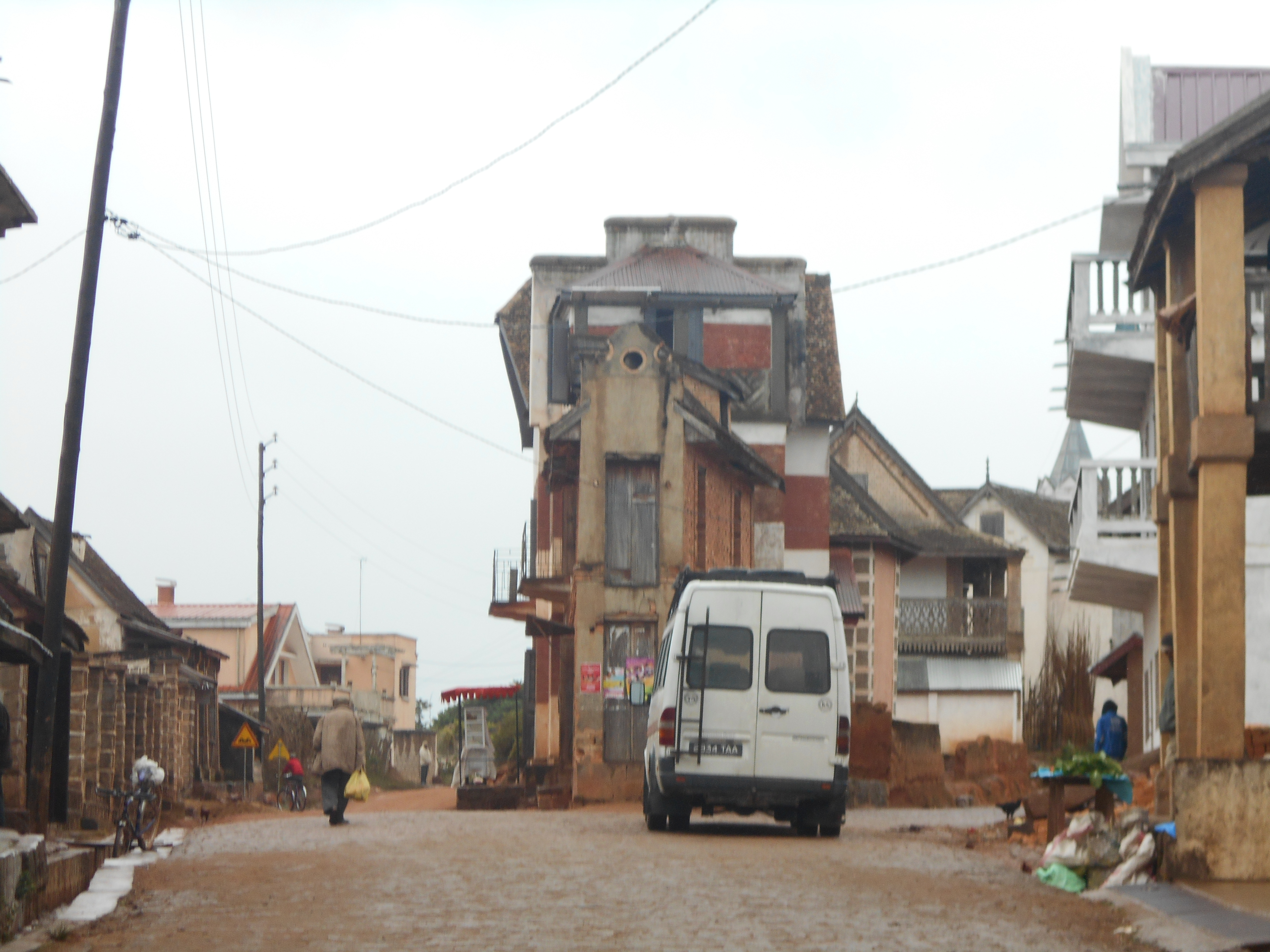
Ambohitrinibe, Ambohitrandriamanitra : 2017

Ambohitrandriamanitra se trouve à 75 km de la capitale de Madagascar, la route est accessible en toute saison. Le premier tronçon relie Antananarivo à Ambatomanga (Route nationale 2A), le second Ambatomanga à Miadanandriana, et le dernier Miadanandriana à Ambohitrandriamanitra (route inter-provinciale).

## Histoire
Ambohitrandriamanitra est fondé vers le XVe siècle.
En 2016, la population de la commune est de 12 083 habitants. La commune rurale à laquelle appartient Ambohitrandriamanitra compte actuellement 15 fokontany :
- Ambohitrandriamanitra
- Ambodiala
- Ambohibe
- Ambohiby
- Ambohijatovo
- Ambohibary
- Ambohitrinibe I
- Ambohitraivo
- Ambohimanantsoa
- Ambohinaorina
- Amboronosy
- Angodongodona
- Ampataka
- Andraihoja
- Mahatsara